# Наварро, Хосе (футболист)
Хосе́ Нава́рро Арамбу́ру (исп. José Navarro Aramburu; 24 сентября 1948, Лима, Перу) — перуанский футболист, защитник. Победитель Кубка Америки 1975 года и участник чемпионата мира 1978 года.

## Карьера

### В сборной
Хосе Наварро дебютировал в составе сборной Перу 9 августа 1972 года в товарищеском матче со сборной Мексики, завершившимся победой перуанцев со счётом 3:2. В 1975 году Наварро принял участие в победном для его сборной Кубке Америки, трижды выходя на замену. В 1978 году Наварро попал в заявку сборной на чемпионат мира и сыграл там два матча. Своё последнее выступление за сборную Наварро провёл в товарищеском матче со сборной Мексики 1 ноября 1979 года, тот матч перуанцы проиграли со счётом 0:1. Всего же за сборную Хосе Наварро сыграл 30 официальных матчей.

## Достижения

### Командные
Сборная Перу
- Победитель Кубка Америки: 1975

 «Дефенсор Арика»
- Серебряный призёр чемпионата Перу: 1969
- Бронзовый призёр чемпионата Перу: 1970

 «Дефенсор Лима»
- Бронзовый призёр чемпионата Перу: 1974

 «Спортинг Кристал»
- Чемпион Перу: 1979
- Серебряный призёр чемпионата Перу: 1977
- Бронзовый призёр чемпионата Перу: 1978

 «Хуан Аурич»
- Бронзовый призёр чемпионата Перу: 1982